# Seimu
Seimu (成務天皇, Seimu Tennō; fl. II secolo) è stato il 13º imperatore del Giappone secondo la lista tradizionale degli imperatori.
Nessuna data certa può essere assegnata a lui o al suo regno ed è considerato dagli storici come una leggenda.